# گملستادن
گملستادن (به سوئدی: Gammelstad) یک منطقهٔ مسکونی در سوئد است که در بخش لولیو واقع شده‌است. گملستادن ۶٫۲۰ کیلومتر مربع مساحت و ۴٬۹۶۰ نفر جمعیت دارد.